# 楼得達
楼 得達（ろう とくたつ、生没年不詳）は、中国明代初期の囲碁の名手。寧波府鄞県の出身。国手と呼ばれた。
明の洪武帝の頃、楼得達より十数歳年長の相礼（字は子先）が国手と呼ばれていた。次第に楼得達の評判が高くなり、囲碁好きだった永楽帝は相礼と楼得達の二人を呼び寄せて対局させたところ、楼得達が3連勝した。この時永楽帝は、碁盤の下に冠帯を描いた紙を置いていて、楼得達はこの冠帯のとおりの地位の役職を与えられた。
この後、洪熙年間には、同じ寧波出身の趙九成・范洪が出て、国手と言われた。